# Ley de Extranjería de España
La ley de extranjería es el nombre con el que se conoce la Ley Orgánica 4/2000, de 11 de enero, sobre Derechos y Libertades de los Extranjeros en España y su Integración Social, modificada por las LLOO 8/2000, 14/2003 y 2/2009. Es la norma española que regula la entrada y estancia de los extranjeros extracomunitarios en el territorio español y los derechos y las libertades que se les reconocen. 
Su actual reglamento de desarrollo fue aprobado por el Real Decreto 1155/2024, de 19 de noviembre (BOE de 20 de noviembre), por el que se aprueba el Reglamento de la Ley Orgánica 4/2000, de 11 de enero, sobre derechos y libertades de los extranjeros en España y su integración social.
La ley comprende setenta y un artículos estructurados en cinco títulos. El título preliminar contiene disposiciones generales y los demás hacen referencia, respectivamente, a los derechos y las libertades de los extranjeros, a su régimen jurídico, a las infracciones en materia de extranjería y al procedimiento sancionador y a la coordinación de los poderes públicos.

## Evolución de la normativa española de extranjería
Tradicionalmente, España ha sido un país de emigración, por lo que la producción legislativa se ha centrado en este ámbito, mientras que la legislación relativa a la extranjería era fragmentaria. El primer intento de paliar esto se dio con la Ley Orgánica 7/1985, de 1 de julio, sobre Derechos y Libertades de los Extranjeros, que fue fuertemente criticada por su tratamiento policial del fenómeno migratorio, su regulación restrictiva en materia de derechos de los extranjeros y la deficiente técnica legal que mostraba. España, que iba a ingresar pronto en la entonces Comunidad Europea, trataba de evitar convertirse en puerta de entrada al continente: algunas organizaciones sociales denunciaron que se trataba de la norma más dura de Europa. La ley fue objeto de recurso de inconstitucionalidad; la Sentencia del Tribunal Constitucional 115/1987, de 7 de julio, anuló varios preceptos de la norma y marcó un cambio de la doctrina constitucional en materia de extranjería hacia una línea más progresista. Las deficiencias de la ley y la transformación del fenómeno migratorio en España a finales de los años 1980 y en los años 1990 mostró la necesidad de una nueva ley adaptada a las circunstancias.
La reforma se produjo finalmente por la Ley Orgánica 4/2000, que es la que, tras experimentar diversas modificaciones, está en vigor en la actualidad. Esta ley supuso un cambio importante al introducir políticas de integración, ampliar los derechos de los inmigrantes y establecer un principio general de igualdad con los españoles. No obstante, una cincuentena de ONG agrupadas en la plataforma Papeles para todos y todas. Ningún ser humano es ilegal, entre las que se encontraban ACSUR-Las Segovias y Asociación Pro Derechos Humanos, criticaron que, aunque existían mejoras tímidas, en conjunto se empeoraba la situación de los inmigrantes, especialmente de los indocumentados. La ley fue aprobada por todos los grupos parlamentarios salvo el Partido Popular, de derecha, que gobernaba en minoría y retiró su apoyo durante el trámite legislativo: alegaba que no se adecuaba a los acuerdos de Schengen y Tampere, que podría producir un "efecto llamada" y la entrada masiva de inmigrantes y que no estaba prevista una partida presupuestaria suficiente. Posteriormente, tras las elecciones generales de 2000 que dieron mayoría absoluta al Partido Popular, se realizó una reforma sustancial de la norma, apoyada por el PP, Coalición Canaria y Convergència i Unió, que volvió en muchos supuestos a las soluciones de la ley de 1985, por lo que se habla de "contrarreforma". En un informe del Consejo General del Poder Judicial sobre el anteproyecto de la norma, catorce de sus veinte miembros lo consideraron un "retroceso". Jaime Mayor Oreja, Ministro del Interior, defendió la reforma afirmando que garantizaba los derechos y las libertades de los inmigrantes y se adecuaba a la normativa y a la práctica en el seno de la Unión Europea.
El reglamento de la nueva ley de extranjería fue adoptado por Real Decreto 864/2001, de 20 de julio, en sustitución del anterior, de 1996. Trece de sus artículos fueron anulados por el Tribunal Supremo en su sentencia de 20 de marzo de 2003 por violación el principio de legalidad. En ese mismo año 2003, en que se dictó la sentencia, la ley fue reformada dos veces. La primera, por la LO 11/2003, de 29 de septiembre, que afectó fundamentalmente a la expulsión y estableció la conmutación de penas de prisión de hasta seis años por la expulsión. La segunda, por la LO 14/2003, de 20 de noviembre, que incorporó con rango de ley orgánica muchos de los preceptos del reglamento anulados por el Tribunal Supremo. Además, según afirma su exposición de motivos, la reforma pretendía adaptar la norma a los cambios en el fenómeno migratorio, incorporar instrumentos que permitieran una regulación de los flujos migratorios mejor y más sencilla e introducir las decisiones tomadas en el seno de la Unión Europea en los años anteriores. El reglamento fue aprobado por Real Decreto 2393/2004, de 30 de diciembre, en atención a lo previsto en la disposición final 3.ª de la LO 14/2003.

## Derechos y libertades
La regla general en relación con los derechos de los extranjeros se establece en el artículo 3 de la ley, que establece que ejercerán los derechos reconocidos en la Constitución española en los términos establecidos en la ley de extranjería y en los tratados internacionales, interpretados de acuerdo con la Declaración Universal de los Derechos Humanos y otros tratados vigentes sobre derechos humanos. Si no existiera norma específica, se entenderá que los extranjeros ejercen sus derechos en condiciones de igualdad con los españoles.

### Clasificación de los derechos
La doctrina del Tribunal Constitucional ha delimitado progresivamente tres grupos de derechos en cuanto al alcance de su reconocimiento a los extranjeros.
- Existen derechos que corresponden a extranjeros y españoles en idénticos términos, porque su respeto es esencial para la dignidad humana. Es el caso del derecho a la vida y a la integridad física y moral, a la intimidad personal y familiar, a la libertad ideológica, religiosa y de culto y la tutela judicial efectiva, entre otros. En este sentido, la ley reconoce una serie de derechos a todos los extranjeros independientemente de su situación administrativa, como el derecho a la documentación, que es también un deber; el derecho de asistencia sanitaria de urgencia, plena a inscritos en el padrón municipal, los menores y las embarazadas durante el embarazo, parto y posparto; también reconoce los derechos de acceso a la enseñanza obligatoria, a los servicios sociales básicos, la tutela judicial efectiva, la asistencia jurídica gratuita y el derecho de huelga.[10]
- En relación con un segundo grupo de derechos, el legislador puede, dentro del respeto a un contenido mínimo garantizado por la Constitución, establecer condicionamientos adicionales al ejercicio por parte de extranjeros. Este condicionamiento se plasma en la exigencia de estar en situación administrativa regular para poder ejercer los derechos. Los derechos de libre circulación, reunión y manifestación, asociación, al trabajo y la Seguridad Social, de sindicación y  se reconocen a los extranjeros que estén en situación legal de estancia o residencia. Los derechos a la educación no obligatoria, ayudas en materia e vivienda e intimidad y reagrupación familiar se reconocen solo a los extranjeros residentes.
- La titularidad y ejercicio del tercer grupo de derechos está exclusivamente reservado a los españoles: se trata de los derechos políticos. Se exceptúa el sufragio activo y pasivo en las elecciones municipales, donde podrá concederse el derecho por tratado o por ley atendiendo a criterios de reciprocidad.

En razón de su materia, por otra parte, y según María de los Ángeles Sánchez Jiménez, cabe ordenar los derechos reconocidos por el régimen general de la ley de extranjería en cuatro grandes grupos:
- Derechos de la esfera personal, como el derecho y deber de documentación, el derecho de libre circulación, a la educación y a la reagrupación familiar.
- Derechos políticos, fundamentalmente el derecho de participación en los asuntos públicos.
- Derechos del ámbito económico y social, como las libertades de reunión, manifestación y asociación o el derecho de ayudas en materia de vivienda y el de transferencia de fondos.
- Derechos del ámbito laboral: derecho al trabajo, a la protección social y los derechos colectivos laborales, como los derechos de sindicación y huelga.

### Derechos específicos
Existen determinados derechos que tienen como único sujeto a los inmigrantes o que tienen una regulación específica o una relevancia especial en derecho de extranjería. Entre ellos, cabe destacar el derecho/deber a la documentación, el derecho a la reagrupación familiar y el derecho a la transferencia de fondos.

#### Derecho y deber a la documentación
El artículo 4 de la ley recoge el deber del extranjero a preservar su documentación en vigor y el derecho a no ser privado de la misma. La documentación a que se hace referencia es la necesaria para acreditar la propia identidad, la empleada para entrar en España o la que acredite su situación administrativa. Los documentos exigibles, por lo tanto, pueden ser variados: fundamentalmente, pasaporte o documento de viaje, visado o Tarjeta de Identidad de Extranjero. En relación con la identificación de los extranjeros debe hacerse también referencia al Número de Identidad de Extranjero, un número personal que se otorga a efectos de identificación.
La documentación puede ser objeto de control policial. El reglamento establece que los extranjeros deben mostrar los documentos que acreditan su identidad y situación en España si así es solicitado por la autoridad que esté legitimada para hacerlo o por sus agentes. Este deber se fundamenta en la protección de la seguridad ciudadana. La jurisprudencia del Tribunal Constitucional otorga la potestad a los agentes de las Fuerzas y Cuerpos de Seguridad para considerar la necesidad de la medida siempre que encaje en el marco del artículo 20 de la ley de protección de la seguridad ciudadana.
Con carácter excepcional, un extranjero puede ser desprovisto de su documentación en determinadas circunstancias, solo por los poderes públicos autorizados y nunca por un particular.
- A instancias del Juez, si es condenado a una pena que suspenda o límite su libertad de residencia o circulación, o si se prohíbe la salida de España del imputado en un proceso penal.
- A instancias del Ministerio del Interior si se le limita el derecho al pasaporte, en el contexto de un estado de alarma, excepción o sitio.
- A instancias de la autoridad gubernativa, durante la tramitación del expediente sancionador en el que se haya formulado propuesta de expulsión, entregándose un resguardo que acredite la medida adoptada.

#### Derecho a la reagrupación familiar
La reagrupación familiar es un derecho subjetivo que se vincula al derecho a la vida privada familiar. En virtud del mismo, su titular puede solicitar la concesión de un permiso de residencia para determinados familiares que la Ley configura como beneficiarios del derecho. Es titular del derecho el extranjero que haya residido legalmente en territorio español durante al menos un año y tenga autorización para residir al menos otro año. Por su parte, son familiares reagrupables, fundamentalmente, el cónyuge, los hijos menores de edad o incapacitados y los ascendientes que dependan económicamente del reagrupante. Estos familiares deben residir fuera de España.
La reagrupación tiene carácter estable, ya que no se extingue porque se rompa el vínculo familiar en el que se basara; pero sí se vincula la duración del permiso de residencia de los familiares reagrupados al del reagrupante. La modificación de la ley de extranjería por Ley Orgánica 14/2003, de 20 de noviembre, estableció que un familiar reagrupado solo podría reagrupar a otro cuando obtuviera un permiso de residencia independiente del de su titular, prohibiendo así la reagrupación "en cadena". Esta prohibición ya había sido previamente agregada por vía reglamentaria, pero declarada nula por el Tribunal Supremo, ya que era en ese momento una limitación sin soporte legal.

## Requisitos de entrada
Leyes vigentes en las que se basa el régimen de entrada
El régimen de entrada de extranjeros en territorio nacional se regula en los artículos 25 a 27 de la ley, que se desarrolla en los artículos 1 a 16 del reglamento. La normativa española ha tenido que adaptarse, por la pertenencia a la Unión Europea, a la regulación comunitaria. El Tratado de Ámsterdam comunitarizó estas materias e incluyó en el Tratado de la Comunidad Europea un Título IV relativo a "Visados, asilo, inmigración y otras políticas relacionadas con la libre circulación de personas". Se han aprobado al respecto determinados reglamentos comunitarios, especialmente en relación con los visados, y varias Directivas.
El Tribunal Constitucional ha afirmado, en su Sentencia 72/2005, del 4 de abril, que la Constitución española no reconoce como derecho fundamental de los extranjeros el derecho de acceder al territorio español, y que será el legislador quien podrá reconocerlo y condicionarlo al cumplimiento de determinados requisitos. La entrada legal es un presupuesto necesario para que la situación del extranjero sea conforme a la norma y pueda ejercer plenamente todos los derechos que la ley le reconoce.

### Requisitos para la entrada legal a España
El extranjero que desee entrar en España deberá hacerlo por los pasos fronterizos habilitados y durante las horas de apertura establecidas. Si se accede al país desde un Estado del espacio Schengen europeo, al haberse suprimido los controles fronterizos, será el extranjero quien deberá declarar la entrada en el plazo de tres días hábiles en cualquier comisaría del Cuerpo Nacional de Policía u Oficina de Extranjeros.
Se solicita, además, que se cumplan los siguientes requisitos:
- Documentos generales: Titularidad del pasaporte o título de viaje, o del documento de identidad, o del visado, u otro documento cuando se haya admitido como válido en virtud de acuerdos internacionales.
- Explicación de la estancia, con presentación de datos y recursos concordantes: Justificación del objeto y las condiciones de la estancia y de la tenencia de medios económicos suficientes para la estancia, o la forma de adquirirlos. El reglamento recoge qué documentos relacionados se entenderán como suficientes. La acreditación se realizará si así se requiere por los funcionarios responsables del control de la entrada. En la práctica, esto se exige de manera sistemática,[15] pero el Tribunal Supremo ha afirmado que solo cabe solicitarlo si existen dudas sobre la verosimilitud de los motivos de entrada.[16] En todo caso, los funcionarios poseen cierto margen de apreciación de las explicaciones argumentadas que (para parte de la doctrina) podría llevar a arbitrariedad.[15] El Tribunal Constitucional ha establecido límites a dicho margen de apreciación de los funcionarios, al afirmar que ninguna circunstancia debe ser valorada sino sólo en función de un juicio de probabilidad basado en la experiencia.[17]
- Pruebas médicas que puedan ser necesarias: Presentación, en los casos oportunos, de determinados certificados médicos, o sometimiento a un examen médico.
- No tener prohibición de acceso: No estar sujeto a una prohibición de entrada, que puede derivarse, entre otros, de una previa expulsión o devolución.
- Otras condiciones de seguridad: No suponer un peligro para la salud pública, el orden público, la seguridad nacional o las relaciones internacionales de España o de otros Estados con los que España tenga un convenio en tal sentido.

Si se cumplen estos requisitos, se estampará en el pasaporte o similar el sello de control de entrada, salvo que exista una ley o convenio internacional que exima de dicho requisito, y se permitirá el acceso. La denegación de entrada, de producirse, deberá ser motivada. Se informará al extranjero sobre los recursos que pueda interponer, el plazo y la autoridad competente, así como los derechos que le asisten a la asistencia de abogado y, si es necesario, de intérprete.

## Situaciones administrativas de los extranjeros
De acuerdo con el artículo 29, los extranjeros pueden encontrarse en situación de estancia o residencia. La estancia, con carácter general, tiene una duración máxima de tres meses, salvo supuestos excepcionales de prórroga y el régimen especial aplicable a los estudiantes. La residencia puede ser temporal o, pasados cinco años ininterrumpidos bajo dicha situación, devenir permanente. A estas dos situaciones administrativas debe añadirse la de tránsito.

### Tránsito
El tránsito no conlleva la voluntad de permanecer en el territorio español. Se distingue entre tránsito territorial, situación en la que se encuentran los extranjeros autorizados para desplazarse por el espacio Schengen desde un tercer Estado hasta otro que los admita, y tránsito aeroportuario, en el que se permite permanecer en la zona de tránsito internacional de un aeropuerto, durante escalas o enlaces de vuelos, sin acceder al territorio español.
Con carácter general, salvo que esté prevista la no exigencia, es necesario el visado para ambas clases de tránsito.

### Estancia
Se halla en situación de estancia el extranjero que, sin ser titular de un permiso de residencia, está autorizado para permanecer en España durante un máximo de tres meses en un período de seis. La estancia se corresponde con una breve permanencia por motivos turísticos, de negocios o visita a familiares, entre otros. La estancia se autoriza a través del correspondiente visado de estancia, salvo que el extranjero sea nacional de uno de los Estados a los que no se le exige.
Los supuestos de estancia que requieren visado tienen una duración máxima de tres meses en un plazo de seis. Puede prorrogarse a solicitud del interesado si el visado tenía una duración menor de tres meses y hasta ese límite, siempre que se acrediten razones que justifiquen la prórroga. La estancia de los extranjeros que no requieren visado es también de tres meses en un plazo de seis, y pueden prorrogarse hasta los seis meses pero solo por circunstancias excepcionales.
La ley denomina también como de estancia el régimen especial de los estudiantes, cuya permanencia puede ser mucho más prolongada.

### Residencia
La residencia es la permanencia en territorio español por un tiempo superior a noventa días. Puede ser temporal (hasta cinco años) o permanente.

#### Residencia temporal
La residencia temporal tiene una duración mínima de noventa días y máxima de cinco años. La autorización se concede a través de una autorización administrativa otorgada en el marco de un procedimiento administrativo complejo, que concluye con la concesión del visado, salvo en los supuestos de residencia por circunstancias excepcionales. El acto de autorización puede tener un contenido diverso, en función de la clase de residencia de que se trate. Existen diferentes supuestos de residencia temporal, cada uno de los cuales tiene diferentes presupuestos y condiciones, y que se regulan en el artículo 31 de la ley y 35 a 70 del reglamento.
- Sin realizar actividades lucrativas (arts. 35 a 37): se solicita personalmente por el extranjero ante la administración española en el exterior, siendo necesario acreditar que se dispone de medios de vida suficientes.
- En virtud de reagrupación familiar (arts. 38 a 44): se solicita personalmente por el extranjero reagrupante ante la administración española. Deberá aportar la documentación que demuestre los vínculos familiares con los extranjeros reagrupados, así como una vivienda adecuada y medios suficientes para mantenerlos. Concedida la autorización, el reagrupado debe solicitar el visado ante la administración española en el país del que sea nacional, que vuelve a examinar el cumplimiento de los requisitos.
- En supuestos excepcionales (arts. 45 a 47), que comprenden razones de protección internacional, razones humanitarias, de colaboración con la justicia o los diferentes supuestos de arraigo. La autorización de residencia por razones de arraigo podrá concederse a quien demuestre la permanencia en situación irregular de manera continuada durante tres años junto con su integración en España (arraigo social) o la existencia de vínculos familiares con otros extranjeros residentes (arraigo familiar), o la permanencia durante dos años unido a la existencia de relaciones laborales durante al menos un año (arraigo laboral).
- Para el desarrollo de un trabajo por cuenta ajena de duración ilimitada (arts. 48 a 54): la solicitud inicial se realizará por el empresario interesado, ante la administración española. La oferta deberá ser compatible con la situación nacional de empleo, lo que significa que los nacionales españoles o comunitarios tienen preferencia para ocupar el puesto ofertado. No están sujetos a esta obligación los extranjeros que cumplan uno de los requisitos establecidos en el artículo 40 de la Ley, ni los nacionales de Perú o Chile, en virtud de determinados convenios internacionales.
- Para el desarrollo de un trabajo por cuenta ajena de duración limitada temporalmente (arts. 55 a 57)
- Para el desarrollo de un trabajo por cuenta propia (arts. 58 a 62): la solicitud se presenta por el extranjero ante la oficina consular correspondiente. Debe acreditar el cumplimiento de los requisitos que la legislación española exige a los nacionales para desempeñar la actividad que se planee realizar, así como la suficiencia de la inversión y la previsión de que el ejercicio de la actividad producirá recursos económicos suficientes para el mantenimiento de la actividad y el sustento del interesado, desde el primer año.
- Para el desarrollo de un trabajo en el marco de prestaciones transnacionales de servicios (arts. 63 a 67)
- Para el desarrollo de un trabajo por aquellas personas exentas de la autorización de trabajo (arts. 68 a 70)

#### Residencia permanente
La autorización de residencia permanente faculta al extranjero para residir en España indefinidamente. Lleva también aparejado el permiso para trabajar en igualdad de condiciones con los españoles. La categoría está promovida desde el ámbito comunitario europeo, a través de la Directiva 2003/109/CE del Consejo, de 25 de noviembre.
Con carácter general, están habilitados para solicitar la residencia permanente los extranjeros que hayan residido legal y continuadamente durante cinco años. Existen además una serie de supuestos específicos en los que puede concederse la autorización de residencia permanente:
- Los extranjeros residentes que tengan derecho la prestación de una pensión contributiva de jubilación por parte de la Seguridad Social española, o de una pensión por incapacidad permanente absoluta o gran invalidez.
- Los nacidos en España que acrediten haber residido legalmente en España durante los tres años inmediatamente anteriores a la mayoría de edad.
- Los extranjeros que hayan estado bajo la tutela de una entidad pública española durante los cinco años anteriores a la mayoría de edad.
- Los españoles de origen que hayan perdido la nacionalidad española.
- Los apátridas o refugiados reconocidos por España y que se encuentren en territorio español.
- Los extranjeros que hayan contribuido de forma notoria al progreso económico, científico o cultural de España, o a la proyección de España en el exterior. La autorización en este caso se concederá por el Ministro de Trabajo y Asuntos Sociales, previo informe del Ministro del Interior.

### Régimen especial de estudiantes
Tiene la consideración de estudiante el extranjero cuyo motivo único o principal de entrada en España sea el cursar o ampliar estudios o realizar trabajos de investigación o formación no remunerados, en centros públicos o privados reconocidos. Los estudiantes no podrán realizar actividades lucrativas, salvo aquellas para las que se les autorice expresamente, que deberán ser compatibles con los estudios y no tener como objeto obtener recursos necesarios para la estancia.
El tratamiento jurídico de la situación de los estudiantes extranjeros ha sido objeto de sucesivos cambios. En la ley de extranjería de 1985 se hacía referencia a una situación de permanencia. Posteriormente, la Ley 4/2000 originaria la calificó como de residencia; pero la reforma por Ley 8/2000 introdujo el término estancia, que se consolidó en la última reforma, por Ley 13/2003. No obstante, la Directiva 2004/114/CE del Consejo, de 13 de diciembre dispone que al estudiante extranjero se le expedirá un "permiso de residencia", lo que presumiblemente replanteará la discusión y obligará a una nueva modificación.
En la actualidad, por el momento, la situación de los estudiantes es de estancia, si bien se trata de un régimen de estancia singular, ya que no está sometido al límite general de noventa días. Uno de los principales motivos es evitar la adquisición de la nacionalidad española a través de la residencia, dada la facilidad de acceder a territorio español con un visado de estudiante. Entendiendo que los concepto civil y administrativo de residencia son los mismos, la calificación de la situación del estudiante como de estancia impide el acceso a la nacionalidad. No obstante, existe una jurisprudencia incipiente del Tribunal Supremo de la que se deduce que se trata de conceptos autónomos; además, la Exposición de Motivos de la Ley 36/2002, que reforma el Código Civil español establece que la residencia debe ser efectiva, lo que apoyaría la tesis de que lo que se solicita es que el extranjero se encuentre efectivamente en España y no esté sujeto a ninguna orden de expulsión.
La duración de la autorización de estancia es la del curso o investigación, con un máximo de un año, renovable siempre que el estudiante acredite el aprovechamiento académico. La autorización se concede mediante el visado, que suma así a su función de facultar para la entrada en España la de permitir la presencia en territorio nacional. La solicitud debe presentarse por el estudiante en la oficina consular de su país de origen o, si se trata de un menor, por sus padres o tutores o un representante debidamente acreditado. Debe acreditarse la admisión en un centro docente o científico, público o privado oficialmente reconocido, además de la tenencia de medios económicos suficientes para costearse los estudios, estancia y regreso al país de origen.

### Requisitos para solicitar la nacionalidad por residencia
Para solicitar la nacionalidad por residencia española hay diferentes requisitos, dependiendo de si quieres una autorización de larga duración, para hijos menores de edad, para familiar comunitario o para personas comunitarias.

### Requisitos para obtener una autorización por residencia de larga duración
Si quieres obtener la residencia de larga duración se tiene que demostrar que se ha residido en España durante los últimos 5 años. No es necesario haber cotizado en la Seguridad Social pero sí es importante el número de veces que se ha salido del país. No se permite salir más de 10 meses en los últimos 5 años y nunca más de 6 meses seguidos. Para acreditarlo, se presenta el pasaporte.

### Requisitos para un hijo menor de edad
Si se tiene un hijo que ha nacido en España, se puede obtener la autorización por residencia española si uno de los progenitores tiene vigente una autorización por residencia en España. En estos casos, se tiene que acreditar filiación y presentar el empadronamiento. En los casos en los que no haya nacido en España, tendrá que haber permanecido en España durante 2 años y uno de los progenitores posea la autorización por residencia vigente. También es necesario acreditar escolarización, una vivienda y medios económicos.

### Requisitos para familiar comunitario
Si se quiere obtener una autorización de residencia española de familiar comunitario, como pueden ser ascendientes directos o indirectos, cónyuges, parejas de hecho o familiares a cargo, se tiene que acreditar vínculo familiar, medios económicos suficientes y dependencia económica. 

### Requisitos para personas comunitarias
Si quieres solicitar la autorización por residencia en España de personas comunitarias de la Unión Europea, es necesario registrarse como ciudadano comunitario que reside en España, acreditar medios económicos suficientes y/o presentar un contrato de trabajo.

## Infracciones y régimen sancionador
El régimen sancionador se recoge en la Ley Orgánica 4/2000 y su reglamento de desarrollo, así como en el Título IX de la Ley 30/1992, de 26 de noviembre, reguladora del Régimen Jurídico de las Administraciones Públicas y del Procedimiento Administrativo Común, y el Real Decreto 1398/1993, de 4 de agosto, por el que se aprueba el Reglamento del Procedimiento para el Ejercicio de la Potestad Sancionadora de la Administración.

### Infracciones
Pueden ser sujetos activos de las infracciones tanto personas físicas como jurídicas, ya sean nacionales o extranjeros, en función de la naturaleza de la infracción. Las infracciones se clasifican en leves, graves o muy graves.

#### Infracciones leves
Son infracciones leves las omisiones o retrasos en las comunicaciones obligatorias de cambio de nacionalidad, estado civil, domicilio o ciertas circunstancias determinantes de la situación laboral del extranjero; el retraso, hasta tres meses, en la solicitud de renovación de autorizaciones o trabajar por cuenta propia con permiso de residencia pero sin el permiso de trabajo correspondiente. Estas infracciones se castigan con multa de hasta 500 euros.

#### Infracciones graves
Son infracciones graves las siguientes:
- La estancia irregular en España, bien por no haber obtenido la autorización, no haber solicitado la prórroga de la misma o haberse denegado esta.
- Estar trabajando en España sin la correspondiente autorización de residencia y trabajo.
- Incurrir en ocultación dolosa o falsedad grave en el cumplimiento de la obligación de poner en conocimiento del Ministerio del Interior los cambios que afecten a nacionalidad, estado civil o domicilio.
- El incumplimiento de las medidas impuestas por razón de seguridad pública de presentación periódica o de alejamiento de fronteras o núcleos de población determinados.
- La participación por un extranjero en la realización de actividades contrarias al orden público previstas como graves en la Ley Orgánica 1/1992, de 21 de febrero, sobre Protección de la Seguridad Ciudadana.
- La comisión de una tercera infracción leve en el plazo de un año.
- Las salidas del territorio español por puestos no habilitados, sin exhibir la documentación prevista o contraviniendo las prohibiciones legalmente impuestas.
- No solicitar la Tarjeta de Identidad de Extranjero.

Las infracciones graves se sancionan con multa de 501 a 10 000 euros, sustituible por la expulsión del extranjero del territorio nacional para las cinco primeras infracciones listadas arriba.

#### Infracciones muy graves
Se sancionan con multa de 10.001 a 100.000 euros, sustituible para infractores extranjeros por la expulsión del territorio nacional. Son infracciones muy graves:
- La realización de actividades contrarias a la seguridad exterior del Estado
- La realización de conductas discriminatorias
- El transporte irregular de extranjeros por transportistas, el incumplimiento de la obligación de estos de comprobar la validez y vigencia de la documentación de los extranjeros, así como de hacerse cargo del extranjero no autorizado a entrar en España
- La comisión de una tercera infracción grave en el plazo de un año
- La contratación de trabajadores extranjeros que no tengan permiso de trabajo: en este caso se impone una multa por cada trabajador en situación irregular que se contratara. En los casos de autorizaciones limitadas a un sector de actividad determinado, cierta jurisprudencia entiende que no constituye infracción contratar al inmigrante para trabajar en un sector diferente.[22]
- La inducción, promoción, favorecimiento o facilitación de la inmigración clandestina: en este caso, la multa será de 5.000 a 10 000 euros por cada viajero transportado o un mínimo de 750.000 euros a tanto alzado.

### Expulsión de extranjeros
La ley prevé las penas de multa, decomiso y clausura de locales y establecimientos. Además establece en determinados supuestos, como sanción sustitutiva de la multa, y solo para el caso de extranjeros, la expulsión y prohibición de entrada en el territorio español por un plazo de tres a diez años. En estos casos, la expulsión puede acordarse para sanciones muy graves y para las graves que expresamente establece la ley. Como muchos de los extranjeros a los que se impone la multa están en situación irregular, el cobro de la misma es problemático: por ello, en la práctica se tiende a privilegiar la expulsión, aunque la jurisprudencia del Tribunal Supremo afirma que, en los casos de permanencia irregular en territorio español, debe imponerse preferentemente una multa si esta es la única infracción administrativa en que ha incurrido el extranjero.
La expulsión también se prevé como medida sustitutiva de la pena de prisión inferior a seis años o cuando, siendo superior, el extranjero haya cumplido las tres cuartas partes de la condena. Esta previsión legal, incorporada al artículo 89 del Código Penal en 2003, ha sido criticada también por el Tribunal Supremo, que afirma que es asistemática y perturbadora de la legalidad penal, y que se aparta de los fines de reinserción y rehabilitación social que la Constitución española otorga a la pena.
Los efectos de la sanción de expulsión es triple. En primer lugar, determina la salida obligatoria del territorio español, en el plazo que establezca la resolución, que no será inferior a 72 horas. En segundo lugar, lleva aparejada la prohibición de entrar en España en un plazo que se establece con carácter proporcional a la infracción cometida, con un límite inferior de tres años y un límite superior de diez. Esta prohibición se extiende a los territorios de los Estados con los cuales España ha suscrito un acuerdo en tal sentido. Finalmente, la expulsión implica la extinción de cualquier autorización de permanecer en España y el archivo el procedimiento iniciado con tal objeto.

### Legislación
- Ley de Extranjería: «Ley Orgánica 4/2000, de 11 de enero, sobre derechos y libertades de los extranjeros en España y su integración social». Boletín Oficial del Estado (10): 1139-1150. 12 de enero de 2000. ISSN 0212-033X. BOE-A-2000-544.
- Reglamento de Extranjería: «Real Decreto 1155/2024, de 19 de noviembre, por el que se aprueba el Reglamento de la Ley Orgánica 4/2000, de 11 de enero, sobre derechos y libertades de los extranjeros en España y su integración social.». Boletín Oficial del Estado (280): 152608-152809. 20 de noviembre de 2024. ISSN 0212-033X. BOE-A-2024-24099.

### Otros
- Secretaría de Estado de Inmigración y Emigración de España
- Extranjería e Inmigración en España
- Obtención de la residencia por arraigo social o laboral
- Información y trámites a la hora de contratar a un extranjero en España
- Requisitos legales y consejos prácticos para poder entrar en España como turista

- Datos: Q5974307